# Der Leutnant vom Schwanenkietz
Der Leutnant vom Schwanenkietz ist ein deutscher Fernsehfilm von Rudi Kurz aus dem Jahr 1974. Der Dreiteiler wurde von der DEFA im Auftrag des Fernsehens der DDR produziert.
Der Film beschreibt die Tätigkeit eines ABV der Volkspolizei in dessen Abschnitt in Ost-Berlin. Dargestellt wird dabei eine Mischung aus von Anfang an „positiven“ Charakteren, der extensiv in Szene gesetzte „Eule“, der als Straftäter eingeführt wird und sich im Laufe der Zeit, insbesondere aufgrund der Einwirkung durch den ABV, zu einem guten Staatsbürger entwickelt, sowie unverbesserlichen Charakteren, bei denen der ABV mit seinen umfangreichen Resozialisierungsversuchen scheitert und die am Ende nach erneut begangenen Straftaten verhaftet werden.

## Handlung

### 1. Teil
Leutnant Werner Martin ist ABV in einem Vorzeigeabschnitt Berlins. Er wird als Vertretung in den Problemabschnitt Schwanenkietz versetzt, der seinen Namen vom im Abschnitt liegenden Park und den dort lebenden Schwänen hat. Der Schwanenkietz zählt zu den Altbauvierteln der Stadt. Diebstähle kommen häufig vor, Beschädigungen von Autos sind ebenfalls keine Seltenheit. Zentrum allen Übels scheint die Schwanenklause zu sein, in der Glücksspiel betrieben wird und die Arbeiter schon einmal vor Schichtbeginn reichlich dem Alkohol zusprechen. Werner Martin weiß schnell, dass er im Abschnitt nicht bleiben will. Sein Vorgesetzter Major Geißler bittet ihn, sich die Sache in Ruhe zu überlegen.
Werner Martin lernt bald die Bewohner des Schwanenkietz kennen. Da ist Lehrerin Karin Lindau, die bereits von seinem Vorgänger mehrfach wegen Falschparkens verwarnt wurde, jedoch kein Fehlverhalten eingestehen will. Sie behauptet, stets vor dem Parkverbotsschild zu parken. Die von Werner Martin verfügte Strafe von 5 Mark zahlt sie nur, um endlich ihre Ruhe zu haben. Erst durch einen anonymen Hinweis erkennt Werner Martin, dass die Oberschüler der Schule Karins Wagen in der Pause gemeinsam ins Parkverbot tragen, um ihrer Lehrerin einen Streich zu spielen. Werner Martin bereitet dem Treiben ein Ende. Kammersänger Sigmund Frenzel wiederum erscheint auf der Wache, weil wiederholt sein Wagen beschädigt und nun sogar das Autoradio gestohlen wurde. Einer der vier VP-Helfer im Abschnitt meldet Werner Martin, dass Ali Funke, genannt Kohlenali, in seinem Kohlenwagen heimlich ein neues Radio eingebaut hat. Er behauptet, das Radio erworben zu haben, doch kann der Dieb bald gefasst werden. Werner Martin macht auch Bekanntschaft mit dem Vorbestraften Egon Eulert, genannt Eule, und Artur „Tatze“ Teege, den er einst selbst verhaftet und hinter Gitter gebracht hat. Tatze schwor einst, es Werner Martin heimzuzahlen. Tatze wohnt bei Eule, der arbeitslos ist. Für seine Freundin Monika würde Eule seine Lage ändern, weiß jedoch nicht wie. Er stiehlt Lebensmittel, macht Mietschulden und lässt sich von Tatze zu kriminellen Machenschaften überreden. Monikas Mutter unterbindet schließlich jeden Kontakt von Eule zu Monika. Die arbeitet als Kindergärtnerin. Während eines Disputs mit Eule lässt sie die Tür des Kindergartens unverschlossen und das Mädchen Gaby kann entwischen. Es verläuft sich auf der angrenzenden Großbaustelle, die seit Kurzem zu Werner Martins Abschnitt gehört. Werner Martin ist gerade mit Major Geißler auf Inspektionstour auf der Baustelle, als er Gaby sieht. Sie steht unter einem Kran, dessen Last abzustürzen droht. In letzter Sekunde rettet Werner Martin Gaby und zieht sich dabei leichte Verletzungen zu. Es stellt sich heraus, dass Gaby die Tochter von Lehrerin Karin Lindau ist, die auf Werner Martin nun besser zu sprechen ist. Nach seiner ersten Sprechstunde mit großem Andrang stimmt Werner Martin zu, neuer ABV im Schwanenkietz zu werden.

### 2. Teil
Werner Martin beginnt mit seiner Arbeit als neuer ABV. Er besorgt den Jugendlichen der Gegend einen provisorischen Clubraum, bevor das eigentliche Clubhaus fertiggestellt ist. Nach einer Schlägerei im Schwanenpark schickt er die bereits vor Ort befindliche VP-Streife weg und schlichtet den Streit alleine; er stößt mit seiner Art dabei zwar auf das Einverständnis der Jugendlichen, muss sich jedoch einen Tadel seines Vorgesetzten gefallen lassen, sei er doch nicht der alleinige Polizist im Abschnitt. Werner Martin kümmert sich auch um Eule und Tatze: Er vermittelt beiden Arbeit auf den Bau und in der Eisengießerei. Während Eule es als Möglichkeit begreift, endlich auf den rechten Weg zu kommen, denkt Tatze nur daran, wie er seine Situation am besten zu neuen kriminellen Aktion nutzen kann. Vor einer Verabredung zu einer Partie Siebzehn und Vier in der Schwanenklause ist Tatze pleite und stiehlt Eule sein für Miete und Heizung zur Seite gelegtes Geld. Er wirft Eule aus seiner eigenen Wohnung, werde er sie doch sowieso bald übernehmen. In seiner Not flüchtet sich Eule zu Karin, mit der er einst in eine Klasse ging. Sie verarztet ihn, weigert sich jedoch, für ihn mit Werner Martin zu sprechen. Eule geht und droht, sich sein Recht notfalls mit Gewalt zu holen. Karin versucht, Werner Martin zu alarmieren, doch ist der auf Streife.
Wie so oft ist Werner Martin abends auf Streife durch den Schwanenpark. Er trifft hier Kammersänger Frenzel wieder, der den Park nach einem Auftritt zum Entspannen aufsucht. Werner Martin wirbt Frenzel als neuen VP-Helfer an. Beide finden wenig später Kohlenali leblos auf dem Fußweg vor. Er hat eine stark blutende Brustwunde. Frenzel will den Rettungswagen holen, doch ist die nahestehende Telefonzelle demoliert. Bald trifft dennoch ein Krankenwagen ein, der von einem anonymen Anrufer alarmiert wurde. Werner Martin erfährt von Karins Anruf. Die Polizeihundestaffel stellt wenig später Eule im Schwanenpark. Auf dem Revier befragt Oberleutnant Jürgen Hübner von der Kriminalpolizei Eule, der berichtet, dass Ali mit Tatze zusammen geredet und getrunken habe, nachdem sie aus der Schwanenklause kamen. Anschließend habe Ali zu telefonieren versucht, bald jedoch den Hörer der Telefonzelle abgerissen und die Scheiben eingeschlagen. Betrunken sei er auf eine der noch am Glasrahmen der Telefonzelle steckenden Scherbe gefallen und habe sich anschließend auf die Straße geschleppt, wo er zusammengebrochen sei. Eule wollte die Rettungskräfte anrufen und habe daher in Alis Taschen nach Kleingeld gesucht. So fand er sein Mietgeld wieder, das Ali Tatze beim Glücksspiel abgenommen hatte. Er nahm sein Geld an sich und rannte los, um den Rettungswagen zu holen. Stellen wollte er sich wegen des Geldes nicht. Die Untersuchungen bestätigen Eules Angaben. Eule fasst nun langsam Vertrauen zu Werner Martin. Der wiederum kommt Karin Lindau näher. Ein erstes Rendezvous wird jedoch nach wenigen Minuten unterbrochen: Werner Martin wird von einer VP-Helferin zur Gießerei gerufen, in der Tatze randaliert.

### 3. Teil
In der Gießerei wird Tatze beschuldigt, die Brieftasche eines Kollegen gestohlen zu haben. Sie findet sich unter dem Spind des Kollegen an, doch hat Eule von Tatzes Kumpan Bommel erfahren, dass Tatze sie nur dorthin gelegt hat, als er fast erwischt wurde. Er ist aus Tatzes Gruppe ausgestiegen, ahnt jedoch, dass Tatze, Bommel und dessen Freundin Gigi ein krummes Ding auf seiner Baustelle planen.
Im Kietz hat sich einiges geändert. Aus der Schwanenklause ist eine HO-Gaststätte geworden, sodass Eule sein Bier und harte Alkoholika jetzt immer zu Hause trinkt. Solange er das nicht ändert, weigert sich Monika, wieder mit ihm zusammenzukommen. Um die Jugendlichen nicht zurück auf der Straße zu sehen, treibt Werner Martin den Ausbau des Jugendklubs aktiv voran, hilft selbst mit und bringt auch Eule dazu, sich zu engagieren. Der will sein Leben neu beginnen, möchte am liebsten studieren, nimmt jedoch am Ende das realistischere Angebot an: Er besucht Lehrgänge und beginnt, sich in Richtung auf den Facharbeiter weiterzubilden. Er liest viel und wird schließlich Kulturobmann der Brigade. Hier bringt er seinen Kollegen unter anderem mit Frenzels Hilfe die große Welt der Operette näher.
Auch andere Bewohner des Kietz’ machen sich nützlich. Rentner Zange ist wachsam, als sich ein vermeintlicher Vertreter des Sozialamts bei ihm anmeldet und ihm eine vierwöchige Reise in die Sächsische Schweiz verkaufen will. Zange sperrt den gesuchten Trickbetrüger ein und alarmiert Werner Martin, der den gesuchten Betrüger Weber festnimmt. Eule wiederum gelingt es, Tatze, Bommel und Gigi das Handwerk zu legen. Zwar hat er einmal indirekt angedeutet, dass Tatze auf seiner Baustelle gestohlen hat, doch konnten die Polizisten keine Bruchspuren entdecken. Eule kommt schließlich dahinter, dass Tatze gefälschte Abholscheine vorzeigt, um die Lager der Baustelle in Ruhe zu leeren. Er zeigt Tatze und seine Kumpane an, als sie gerade wieder auf der Baustelle unterwegs sind, und die Diebesbande wird festgenommen. Auch Werner Martin hat inzwischen erkannt, dass er Tatze falsch eingeschätzt hat. Zwar glaubt er daran, dass man jeden Menschen auf den rechten Weg bringen kann, doch hatte Tatze in einem Gespräch bereits deutlich gemacht, dass er selbst keinen Willen zur Veränderung hat. Eules Wandlung ist unterdessen weder Monika, noch ihrer Mutter entgangen: Eule wird von der Familie nun offiziell zum Sonntagsessen eingeladen. Auch zwischen Werner Martin und Karin Lindau hat sich die Beziehung vertieft, was am Ende sogar Major Geißler nicht verborgen bleibt. Im Gegensatz zu anderen Geschehnissen hält Werner Martin diese Nachricht jedoch für kein „besonderes Vorkommnis“, das meldewürdig wäre, wie er Major Geißler lachend zu verstehen gibt.

## Produktion

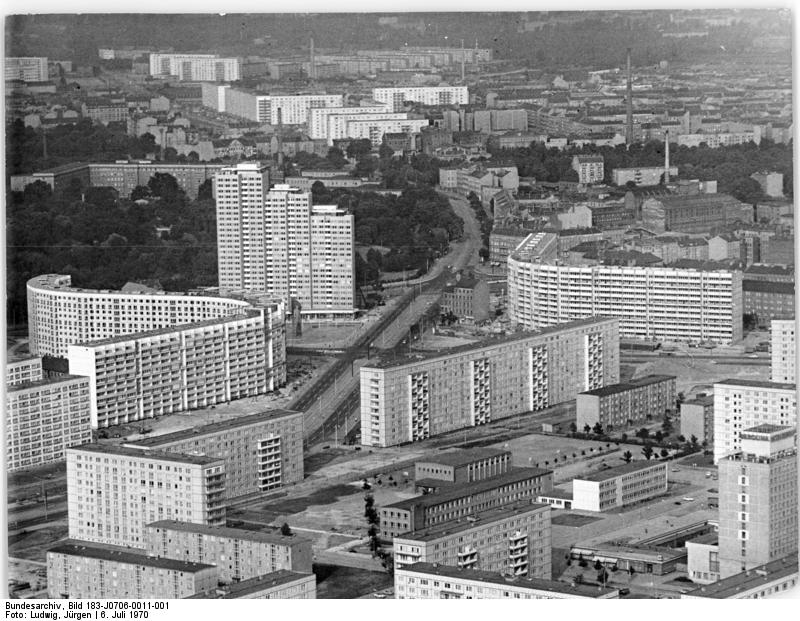
Leninplatz und Landsberger Allee, Drehorte des Films

Der Leutnant vom Schwanenkietz wurde ab 1973 im Auftrag des Ministeriums des Innern gedreht. Für die Hauptrolle des Leutnant Werner Martin war ursprünglich Günter Naumann vorgesehen, der jedoch nach ersten Aufnahmen als nicht sympathisch genug eingeschätzt wurde. Rudi Kurz besetzte die Hauptrolle schließlich mit seinem Stammschauspieler Jürgen Zartmann.
Der Dreiteiler wurde in Berlin sowie in den DEFA-Studios Potsdam-Babelsberg gedreht. Drehorte waren die Bezirke Berlin-Mitte sowie Prenzlauer Berg. Die Baustellen im Film befanden sich am damaligen Leninplatz sowie an der Landsberger Allee. Die Kostüme schuf Günter Pohl, das Szenenbild stammt von Georg Kranz. Jürgen Frohriep hat im zweiten Teil des Films einen Kurzauftritt als Oberleutnant der Kriminalpolizei Jürgen Hübner, einer Figur der Reihe Polizeiruf 110.
Der Film erlebte am 27. Oktober, 31. Oktober sowie 3. November 1974 auf DDR 1 seine Premiere. Im Jahr 2012 veröffentlichte Icestorm den Film im Rahmen der Reihe DDR TV-Archiv auf DVD.

## Kritik
Für den film-dienst war Der Leutnant vom Schwanenkitz ein „heiter-besinnlicher Fernsehfilm in drei Teilen, der eine harmonische Weltsicht bevorzugt.“
TV Spielfilm schrieb rückblickend: „Die dreiteilige Fernsehreihe wechselt einigermaßen uninspiriert zwischen Einsatz und Anekdote und hat mittlerweile mauerhoch Staub angesetzt. Fazit: Betuliche Streifgänge im realen Sozialismus“.